# Rund Island
Rund Island (englisch von norwegisch Rundholmen ‚Runde Insel‘) ist eine Insel vor der Küste des ostantarktischen Kemplands. Sie liegt nahe dem Kopfende der Stefansson Bay.
Norwegische Kartographen, die sie auch benannten, kartierten sie 1946 anhand von Luftaufnahmen, die zwischen Januar und Februar 1937 bei der Lars-Christensen-Expedition 1936/37 entstanden. Das Antarctic Names Committee of Australia übertrug diese Benennung 1972 in einer Teilübersetzung ins Englische.